# Sergiu Litvinenco
Sergiu Litvinenco (ur. 11 lipca 1981 w Hîrtop) – mołdawski polityk pełniący od 6 sierpnia 2021 funkcję ministra sprawiedliwości w rządzie Natalii Gavrilițy.